# Kodi
Kodi (dříve XBMC) je softwarové multimediální centrum schopné přehrávat filmy, hudbu a zobrazovat fotografie z různých zdrojů – z přímo připojených disků, USB flash disků, DVD mechanik, síťových úložišť dostupných protokoly SMB/Samba/CIFS (sdílení souborů ve Windows) nebo NFS nebo streamovaných pomocí protokolů ReplayTV DVRs/PVRs, Universal Plug and Play (UPnP) nebo DLNA (Digital Living Network Alliance) z Internetu včetně archivu televizí, YouTube, Hulu, Netflix, Veoh, apod. či streamovat iTunes sdílení pomocí Digital Audio Access Protocol (DAAP). Kodi umožňuje poslech internetových rádií. Kodi je k dispozici pro operační systémy Microsoft Windows, Linux, Android a iOS, takže může být provozován na osobních počítačích, tabletech, mobilních telefonech, některých smart televizorech i na specializovaném hardwaru. Jednotlivé funkce jsou dostupné pomocí pluginů, čímž se dosahuje mimořádné variability za cenu vyšších nároků na zdatnost uživatelů. Pro česko-slovenské prostředí existuje softwarový repozitář zaměřený výhradně na legální zdroje udržovaný komunitou pod názvem XBMC-Kodi.cz.
Kodi bylo na počátku navrženo jako multiplatformní aplikace pro počítačová domácí kina (HTPC), která přerostla do víceúčelové platformy integrující různé technologie. Kodi je široce konfigurovatelné: jeho vzhled lze měnit pomocí skinů, zásuvných modulů umožňujících uživatelům přistupovat ke streamovanému obsahu pomocí online služeb, např. Amazon Prime Instant Video, Crackle, Pandora Internet Radio, Rhapsody, Spotify, a YouTube. Novější verze mají také grafický front end osobního videorekordéru pro příjem živého televizního vysílání s elektronickým programovým průvodcem (EPG) fungující jako Personal Video Recorder (DVR) s vysokým rozlišením.
Za první verzi Kodi lze považovat softwarový mediální přehrávač Xbox Media Player vytvořený v roce 2002 amatérskými uživateli pro první generaci herních konzolí Xbox. Od roku 2004 se nazýval Xbox Media Center, a zkratka XBMC tohoto názvu se od roku 2008 používala jako oficiální jméno,</ref> pod kterým byl zveřejněn jako nativní aplikace pro Android, Linux, BSD, MacOS, iOS/tvOS a různé verze Microsoft Windows. V červenci 2014, s vydáním verze 14, byl znovu přejmenován na „Kodi“ (místo očekávaného vydání XBMC 14); je však stále vyvíjen organizací „XBMC Foundation“, která také vlastní programový kód, ochranné známky a loga Kodi.
Díky své open source a multiplatformní povaze, s kódem jádra napsaným v C++ se upravené verze Kodi XBMC spolu s JeOS používají jako sada softwarových zařízení nebo softwarových rámců na množství zařízení, včetně smart TV, set-top boxů, digitální reklamních zařízení, hotelových televizních systémů, síťových multimediálních přehrávačů a vestavěných systémů na platformě armhf, jako je Raspberry Pi. Od XBMC nebo Kodi byly odvozeny aplikace jako MediaPortal a Plex, stejně jako operační systémy JeOS, jako je LibreELEC.
Kodi přitahuje negativní pozornost zpravodajských médií a orgánů činných v trestním řízení kvůli některým doplňkům vytvořeným třetími stranami, které usnadňují neautorizovaný přístup a přehrávání mediálního obsahu různými způsoby porušování autorských práv, a také kvůli prodejcům digitálních mediálních přehrávačů, které se dodávají s předinstalovanými doplňky třetích stran, které usnadňují online pirátství. XBMC Foundation se vyjádřila, že nepodporuje používání modulů třetích stran, které jsou navrženy za účelem pirátství, a že podniká aktivní kroky, aby se projekt Kodi distancoval od doplňků, které porušují autorská práva. K těmto krokům patří blokování takových doplňků a zákaz veškerých diskuzí o pirátství na komunitních fórech, stejně jako vyhrožování právními kroky těm, kdo používají ochranné známky nebo loga Kodi k propagaci doplňků a přehrávačů dodávaných s takovými doplňky předinstalovanými.

## Vlastnosti
Kodi podporuje mnoho běžných formátů audia, videa a obrázků, playlisty, audio vizualizace (FishBMC, Goom, Matrix, MilkDrop, Shadertoy), prezentací (slideshow), předpovědí počasí a zásuvných modulů (plugin) třetích stran. Umožňuje sdílení po sítích (po domácí síti i Internetu), ale na rozdíl od jiných softwarových mediálních center, jako je např. Windows Media Center, MediaPortal a MythTV, Kodi neobsahuje vlastní softwarový modul pro příjem živého vysílání televize a pro nahrávání jako DVR/PVR, protože funguje jako jednotný DVR/PVR fontend s grafickým rozhraním (GUI) pro EPG (elektronický programový průvodce), který přes běžné aplikační programové rozhraní (API), abstrahuje a podporuje několik back-endů prostřednictvím klientských doplňků PVR třetích stran, které běží buď lokálně na stejném stroji nebo přes síť.
Zásuvné moduly naprogramované jako doplňky v jazyce C či C++ nebo jako Skript Addons vytvořené v jazyce Python rozšiřují schopnosti Kodi o televizního programového průvodce, YouTube, Hulu, Netflix, Veoh, podporu online filmových trailerů, a Pandora Radio a streaming podcastů. Na libovolném operačním systému Kodi funguje také jako spouštěč her.
Zdrojový kód Kodi je distribuovaný s otevřeným zdrojovým textem pod GNU General Public License (GPL 2.0 nebo vyšší) a je řízen neziskovou americkou organizací, XBMC Foundation osvobozenou od daní a je vlastněn a vyvíjen globální komunitou neplacených vývojářů svobodného softwaru.
Přestože původní XBMC projekt už nevyvíjí nebo podporuje XBMC pro Xbox, je XBMC pro Xbox stále dostupný díky samostatnému projektu vývojářů třetí strany „XBMC4Xbox“, který se oddělil od hlavního projektu XBMC a plně převzal vývoj a podporu XBMC pro staré Xboxy. Ukončení podpory Xboxu v původním projektu bylo také důvodem, proč došlo k přejmenování původního „Xbox Media Center“ na „XBMC“ a později na „Kodi“. XBMC pro xbox měl schopnost spouštět konzolové hry, a homebrew aplikace např. herní emulátory. Protože XBMC pro Xbox verze nebyl nikdy distribuovaný nebo podporovaný společností Microsoft, vždy požadoval Modchip nebo softmod exploit pro spuštění na herní konzoli Xbox.

### Hardwarové požadavky
Základní hardwarové požadavky Kodi jsou větší než požadavky tradičních softwarových aplikací v 2D stylu: pro vykreslování vyžaduje podporu 3D grafického hardwarového řadiče. Na většině moderních počítačových platforem se obvykle dnes používají výkonné integrované obvody pro 3D GPU, včetně mnoho set-top boxů a XBMC, nyní Kodi, byl od začátku navržen tak, aby byl jinak velmi prostředek-efektivní, pro je jako výkonný a univerzální rámce jako ono je. Běží dobře na co (by Intel Atom standardy) jsou relativně nepříliš výkonné OpenGL 1.3 (s GLSL podpora), OpenGL ES 2.0 nebo Direct3D (DirectX) 9.0 schopný systémy, které používají CPU IA-32/X86, X86-64, ARM (AArch32 a AArch64), RISC-V nebo PowerPC G4 nebo vyšší.
Pokud se dekódování plného HD 1080p videa s vysokým rozlišením a s vysokou přenosovou rychlostí provádí pomocí CPU, je vyžadován dvoujádrový 2 GHz nebo rychlejší CPU pro naprosto hladké přehrávání bez trhání obrazu způsobeného přeskakováním rámců. Kodi však může přenést většinu zpracování dekódování video na grafický hardwarový řadič nebo vestavěné obvody pro zpracování videa, které podporují jeden z následující typů hardwarové akcelerovaného dekódování videa: MediaCodec API pro Android společnosti Google, VAAPI společnosti Intel, VDPAU API společnosti Nvidia, společnosti AMD XvBA API, DXVA API společnosti Microsoft, VDADecoder/VideoToolbox APIs společnosti Apple, a OpenMAX API skupiny Khronos Group, AMLogic VPU, Freescale VPU řady i.MX a GPU MMAL pro Raspberry Pi. S pomocí těchto hardwarově akcelerovaných dekodérů videa může Kodi přehrávat většinu videí i na mnoha poměrně levných systémech s nízkým výkonem, pokud mají podporu VPU nebo GPU.

## Základní vlastnosti

### Živé televizní vysílání TV s EPG a PVR/DVR frontend
TV rys umožňuje uživatelům sledovat televizní vysílání, které může být přenášené pomocí DVB-T, ADSL, po kabelu nebo jako internetový streaming podle použitého doplňku.
Od verze 12.0 (Frodo) má Kodi nativní Live TV s EPG (Elektronický Program Guide) a DVR (Digitální videorekordér) vlastnosti s PVR (Osobní Video Rekordér) frontend GUI, který umožňuje zachytávání videa a přehrávání na a z Pevný disk s PVR Klient Addons pro většinu oblíbených PVR backendů (serverů s TV kartou). Tyto doplňky lze nainstalovat jako pluginy v Kodi.
Hardware pro PVR může buď být digitální videorekordér (DVR) set-top box připojený k síti nebo počítač se softwarem pro digitální videorekordér. Tento software může běžet na stejném počítači nebo na jiném počítači ve stejné síti. PVR software může proměnit běžný počítač nebo jiné zařízení na digitální videorekordér. Operační systém lze Linux, MacOS, Microsoft Windows, a Android zařízení.
Je dostupných několik typů doplňků fungujících jako PVR Klient:
- doplňky používané pro různé druhy PVR softwaru a hardwaru např. Argus TV, DVBLogic DVBLink, DVBViewer, ForTheRecord, Tvheadend, MediaPortal, MythTV, NextPVR (dříve GB-PVR), VDR, Windows Media Center,
- doplňky používané pro set-top boxy s Enigma2 DVR např. Dreambox, D-box nebo Vu+,
- doplňky používané pro přímé propojení s televiznímy tunery dostupnými přes síť, jako např. HDHomeRun, PCTV Systems Broadway, VBox Home TV Gateway a Njoy Digital AnySee N7 DVB-S2 Network-Tuner.[22]
- doplňky používané pro internetové poskytovatele televize FilmOn (FilmOn.TV Networks) a Stalker Middleware,
- doplňky používané obecně pro IPTV, například simple PVR client.

### Přehrávání videa

#### Videotéka
Klíčovou funkcí Kodi je Videotéka, jedna z databází metadat programu Kodi. Umožňuje organizovat videoobsah podle informací spojených se samotnými videosoubory (například filmy a zaznamenanými televizními pořady). Tyto informace lze získat různými způsoby, např. pomocí scrapers (například, Web scraping uzly jako IMDb, TheMovieDB, TheTVDB), a nfo soubory. Automaticky stahuje a zobrazuje filmové postery a fan výtvarné umění backdrops jako tapety. knihovna Režim prohlížet umožňuje uživatelům prohlížet svůj video obsah podle kategorie; žánr, titul, rok, herci a režiséři.

#### Video přehrávač jádra
Kodi používá pro přehrávání videa jedno multimediální „jádro“ video přehrávače. Tímto „jádrem“ je nezávisle vyvinutý multiplatformní mediální přehrávač „DVDPlayer“, který přehrává filmy ve formátu DVD-Video a obsahuje nativní podporu pro DVD-nabídky, (vycházející z kódu knihoven Libdvdcss a libdvdnav s otevřeným zdrojovým textem). Toto „jádro“ video-přehrávače vycházející z FFmpeg dnes podporuje všechny rozšířené hlavní streamovací formáty. Jeho relativně neobvyklým rysem je funkčnost na pauzy on-fly a přehrávání DVD-Video filmů, které jsou uloženy v ISO a IMG DVD obrazech nebo v DVD-Video (IFO/VOB/BUP) obrazech (dokonce přímo z nekomprimovaných RAR a ZIP archívů), buď z lokálního diskového úložiště anebo z úložiště sdíleného přes síť.

### Přehrávání audia

#### Audiotéka
Další klíčovou funkcí Kodi je Audiotéka, jedna z databází metadat programu Kodi. Umožňuje organizovat of hudba kolekce/sběr umožňuje vyhledávání, a vytváření smart playlists podle informací uložených v hudebních souborech ID meta tags, jako titul, umělec, album, rok produkce, žánr, a oblíbenost. Automaticky downloading a zobrazující album pokrývá a Fan art backdrops jako tapety.

### Zobrazování obrázků
Kodi zpracovává všechny běžné formáty obrázků s možností panning/zooming a slideshow s Ken Burns vliv, s použitím knihovního kódu CxImage s otevřeným zdrojovým textem. XBMC může zpracovávat CBZ (ZIP) a CBR (RAR) komický book archive soubory, tento rys umožňuje uživatelům číst, prohlížet a zoomovat obrázky komiksových stránek, které je obsahují bez jejich dekomprese.

### Herní manažer a emulátory herních konzolí
V roce 2013 probíhal vývoj nových základních funkcí, které do XBMC integrovaly vestavěný správce her a grafické uživatelské rozhraní pro spouštění her s knihovnou her a APIU rozhraní emulátorů herních konzolí. Kód pro všechny byl vyvíjen ve zvláštní větvi, která měla být začleněna do hlavního strom.
Poté, co byl do Kodi integrován herní manažer, poskytuje jednotnou knihovnu správce her a grafické rozhraní spouštěče her s podporou online WWW scrapingu metadat s informacemi o hrách. Zavádí také Herní doplňky jako nový typ doplňků s instalací emulátoru just-in-time. Přidává knihovnu her pro metadata ke hrám, vystavuje informace (jako aktuální úroveň, počet životů, počet získaných mincí, atd.) do grafického rozhraní, a také rozšiřuje API rozhraní doplňků o podporu doplňků herních klientů, podporuje VFS (Virtuální Systém Souborů) Kodi. Také poskytuje vrstvu abstrakce pro joysticky a gamepady pro běžné aplikační rozhraní joysticků a vstupní klienty.

#### RetroPlayer
Ve vývoji je také rozhraní pro emulátor herních konzolí (ROMs) RetroPlayer podporující libretro API a emulátor jádra (z projektu RetroArch, který je jeho referenčním front-endem). Libretro samotné je modulární multisystémový herní emulátor navržený s cílem, aby byl rychlý, lehký a přenositelný.
RetroPlayer podporuje emulátory oblíbených starých herních konzolí, včetně Atari 2600, Lynx, Jaguar, Nintendo Entertainment System, Super NES, Nintendo 64, Game Boy, PlayStation, Sega Master System, Genesis, Sega CD, a Sega Game Gear, plus několik arcade video her přes MAME a Závěrečné Burn Alfa, stejně jako hry pro ScummVM a MS-DOS.
Od verze 18 podporuje Kodi herní jádro Retroplayer, které umožňuje hrát hry používající emulátorové doplňky pro libretro.

### Formáty audia, videa a obrázků
Kodi může přehrávat média z disků CD/DVD z interní jednotky DVD-ROM nebo z interního pevného disku nebo Windows sdílení SMB/SAMBA/CIFS, z NFS nebo streamovat je přes ReplayTV DVRs/PVRs, Universal Plug and Play (UPnP) nebo Digital Living Network Alliance (DLNA) sdílení nebo streamovat iTunes-sdílení přes Digitální Audio Přístup Protokol (DAAP). Kodi může využívat širokopásmové internetové spojení, pokud dostupný na streamování internetových videoproudů, jako je YouTube, Hulu, Netflix a Veoh, a přehrávat internetové rozhlasové stanice (např. Pandora Radio). Kodi obsahuje volba na podat hudba použití statistika na Last.fm a Libre.fm. Má hudební a video playlisty, funkce obraz/obraz-slideshow, MP3+CDG Karaoke funkce a mnoho audio vizualizací a screensaverů. Kodi může provádět Upscaling DVD všech videí ve standardním rozlišení a převádět je na vysoké rozlišení s 720p, 1080i, a 1080p.
Pod Microsoft Windows Kodi podporuje Directsound a WASAPI; poskytuje nejlepší kvalitu zvuku, protože WASAPI neprovádí míchání ani resampling.

#### Podpora formátů
Kodi lze používat pro přehrávání všech běžných multimediálních formátů pomocí nativních klientů a analyzátorů. Může dekódovat tyto audio a video formáty softwarově nebo hardwarově, a volitelně předání/průchod-pomocí AC3/DTS audio nebo kóduje na AC3 v reálném čase z filmech přímo na PDIF digitální výstup na externí audio-zesilovač/přijímač pro dekódování.

### Manažer doplňků, doplňky a pluginy
Kodi má několik otevřených API, která umožňují vývojářům třetích stran vytvářet funkcionality, které Kodi rozšiřují o množství doplňků, např. pro streaming audia a videa z online zdrojů, screensavery, skiny a témata, vizualizace, předpovědi počasí, WWW rozhraní, WWW scrapers, widget skripty atd. Vývojáři Kodi podněcují uživatele, aby vytvářeli a distribuovali své vlastní doplňky pro rozšiřování mediálního obsahu a služeb s přidanou hodnotou dostupné z Kodi.
Od verze 10.0 (codename: „Dharma“) je Kodi/XBMC vybaven architekturou Addons Framework a grafickým klientem Addons Manager, který se připojuje k decentralizované platformě digitální distribuční služeb, která poskytuje doplňkové aplikace a zásuvné moduly pro poskytování online obsahu, správce doplňků „Addons Manažer“ (nebo „Addons Browser“) v Kodi umožňuje uživatelům procházet a stahovat nové doplňky přímo z grafického rozhraní Kodi.
Mnoho těchto online zdrojů jsou služby poskytující over-the-top content ve vysokém rozlišení používající video streamingové uzly jako zdroje mediálního obsahu. Kodi je rozšiřitelné a integruje online zdroje pro volný i prémiový streaming obsahu, a nabízí obsah ze všech z komerční video na volná vzdělávací programování, a media od jednotlivců a malých podniků. Ne všechny zdroje doplňků však jsou dostupné ve všech zemích. Kvůli právním smlouvám je mnoho zdrojů dostupných pouze ve vybraných zemích, aby se uživatelům z jiných zemí zabránilo dostat se k obsahu, i když někteří se rozhodli regionální omezení obejít, aby umožnili používat tyto zdroje bez ohledu na zákony.

#### Pluginy a skripty
Kodi má zabudovaný interpret jazyka Python pro rozšíření (addons), a aplikační rámec WindowXML (na XML založenýWidget toolkit engine pro vytváření GUI aplikací a ovládacích prvků (widgetů)) podobným způsobem jako Widgety přístrojové desky v Apple macOS nebo Microsoft Gadgets. Skripty widgetů v Pythonu umožňují normálním uživatelům přidávat nové funkčnost do Kodi pomocí skriptovacího jazyka Python. Současné skripty pluginů obsahují funkce jako prohlížeč internetových televizí a filmových upoutávek, filmové průvodce, předpovědi počasí, služby pro streamování over-the-top videoobsahu jako YouTube, BBC iPlayer, Hulu, Netflix, Veoh, MLB.tv, prohlížeče internetových rozhlasových stanic, jako je Pandora Radio, weby pro online sdílení obrázků jako Flickr, televizní průvodce, jako TVShow Time, e-poštovní klienty, klienty pro instant messaging, různé jízdní řády, skripty pro automatizaci domácnosti, k ovládání PVR softwaru a hardwaru, programy pro stahování souborů z P2P sdílení (BitTorrent), IRC, i hry pro širokou veřejnost jako Tetris.

#### Metadata extraction a WWW scrapers
Kodi má vestavěné volitelné funkce pro automatické stahování metadat, cover arty a další tvorbu spojenou s příslušným mediem online pomocí jeho web scrapers což vyhledá media v uživatelových audio a video složkách a jejich podadresářích. Tyto „scrapers“ se používají jako importers pro získání podrobných informací z různých internetových prostředky o filmech a televizních programech. Může get synopses, recenze, film posters, titles, žánr klasifikace, a jiný podobný data. XBMCGUI pak poskytuje bohatý displej pro audio a video soubory, že scrapers mají identifikovaný.
Scrapers používá uzly jako film Databáze (TMDb) nebo IMDb.com získat thumbnails a informace o filmech, thetvdb.com pro TV pořady posters a epizoda zobrazuje závislost, CDDB pro audio CD sledovat/stopa listings, a Allmusic (AMG) a MusicBrainz pro album thumbnails, recenze, a metadata.
Do seznamu informačních zdrojů bylo přidáno fanart.tv a XBMC jej může používat pro načítání log, pozadí, CDs s transparentním pozadím, album pokrývá a banners mezi jiný obraz typy pro hudba umělci, TV pořady a filmy, oblíbenost jehož přispěli na XBMC je schopen zpracovávat nové typy obrazu.

### Skiny a témata
Stejně jako většina aplikací, které vznikly na 'homebrew' scéně modifikace a přizpůsobení rozhraní pomocí skinů je mezi uživateli Kodi velmi oblíbená a uživatelé si mohou nainstalovat stovky skinů a témat. Flexibilita skinning stroje Kodi je výhodná i pro třetí strany, které chtějí vytvořit odvozené funkce, protože usnadňuje rebrandování prostředí a provádění hlubších změn vzhledu a chování uživatelského rozhraní.
Od Kodi verze 17 jsou oficiální implicitní skiny pro nové instalace „Estuary“, pro typické použití jako domácí kino, a „Estouchy“ pro dotykové obrazovky. Tyto nově navržený skiny nahrazuje dlouho používaný implicitní skin „Confluence“, umožňují přehrávání obsahu z výchozí obrazovky, čímž novým uživatelům usnadňují ovládání, a do Kodi přinášejí „současné přístupy k UI“.
Uživatelé mohou vytvářet i vlastní skiny (nebo jednoduše měnit existující) a pomocí k tomu určených webů je sdílet s ostatními. Množství takových skinů třetích stran je dobře udržovaných komunitou, a i když některé skiny jsou samostatné originály, většina začala jako klon nebo přesná kopie jiných multimediálních softwarových rozhraní, např. Apple Front Line, Windows XP Media Center Edition (MCE), MediaPortal, Wii Channel Menu (Xii), rozhraní Xbox 360 a jiných.
Kromě skinů a témat mohou uživatelé vytvářet také balíčky nazývané 'build', které vývojářům umožňují distribuovat skiny a některé doplňky. Mechanismus doručování používaný v komunitě Kodi se nazývá wizard; nejznámějším je Replicant Wizard.

### Webová rozhraní
Doplňky Web Interface pro Kodi obvykle umožňují vzdálené prohlížení mediální knihovny a práci s hudebními playlisty na počítači místo na televizi. Další doplňky umožňují dálkové ovládání XBMC jako dálkový ovladač pro vzdálené ovládání nainstalovaný a současně aktivní Kodi relace běžící na počítači, pokud běží na internetovém tabletu nebo podobném zařízení s dotykovým rozhraním. Další doplňky fungují jako správce medií umožňující modifikovat metadata a artworky v XBMC knihovnách videí a hudby.

### Spouštěč aplikací
Modul „My Programs“ (Moje programy) slouží ke spouštění aplikačního softwaru třetích stran, např. počítačových her a herních emulátorů, všechno z GUI s thumbnail a různé možnosti výpisu seznamů. Tato vlastnost byla plně funkční na XBMC pro Xbox, ale ve verzích pro Android, iOS, Linux, macOS a Windows je stále v rané verzi, a pro svou správnou funkci vyžaduje spouštěcí pluginy třetích stran.

## Mobilní dálkové ovladače a aplikace pro druhou obrazovku
Pro Kodi je k dispozici mnoho doprovodných aplikací poskytujících mobilním zařízením funkci druhé obrazovky. Některé z nich fungují jako jednoduchá dálková ovládání, jiné jako pokročilejší doprovodné aplikace pro druhou obrazovku poskytující další informace o tom, co si uživatelé na Kodi právě prohlížejí nebo poslouchají, např. metadata herců, zpěváků a autorů, včetně odkazů na jejich další díla v knihovně nebo na Internetu.
“XBMC Remote for Android“ a „XBMC Remote for iOS“ jsou oficiální neplacené aplikace s otevřeným zdrojovým textem pro mobilní zařízení, které vytváří Team-Kodi/Team-XBMC na Google Play pro zařízení s Androidem a na App Store pro zařízení s iOS, např. iPad, iPhone a iPod Touch. Tyto aplikace fungují jako druhá obrazovka a dálkové ovládání umožňující plnohodnotně procházet mediální knihovnu a dálkově ovládat XBMC relace běžící na počítači z obrazovky přenosného zařízení uživatelské rozhraní těchto zařízení.
Několik vývojářů třetích stran také vydalo několik dalších neoficiálních aplikací pro zařízení s iOS, Androidem, BlackBerry, Symbian OS, Ubuntu Touch, Windows Mobile, a Windows Phone, které fungují jako dálkové ovládání Kodi. Některé těchto aplikací bylo vytvořeno konkrétně pro ovládání Kodi, některé univerzální dálkové ovládání aplikace však umožňují ovládání mnoha různých media center a aplikací mediálních přehrávačů; některé z těchto vzdálených aplikací třetích stran jsou placené, zatímco ostatní lze používat zdarma.

## Oficiální verze
Kvůli zastaralému hardwaru první generace herní konzole Xbox, pro který bylo Kodi-XBMC navržené, a kvůli snaze rozšířit základnu koncových uživatelů a vývojářů projektu, bylo vytvořeno mnoho oficiálních portů XBMC na počítačové operační systémy a hardwarové platformy. Díky výkonnosti novějšího hardwaru může XBMC dekódovat video s vysokým rozlišením až po rozlišení 1080p, čímž překonává hardwarová omezení XBMC pro Xbox.
V nedávném vydání Kodi-XBMC existuje hardwarově akcelerované dekódování videa pro DXVA, VDPAU, VA-API GPU hardware dekódování videa, stejně jako hardwarově akcelerované dekódování videa přes ARM NEON, a OpenMAX, Broadcom Crystal HD. Zdrojový kód XBMC je aktivně aktualizován vývojáři ve veřejném Git repozitáři, který může obsahovat vlastnosti a funkčnost do většiny nedávný „stabilních“ vydání zatím nezačleněnou.

### Nativní aplikace
Kodi pro Linux (dříve XBMC pro Linux) je primárně vyvíjen pro Ubuntu Linux a vývojáři Kodi' vlastní Kodibuntu (dříve XBMCbuntu). Balíčky třetích stran pro většina jiných linuxových distribucí jsou také dostupný, a je možné přeložit XBMC Media centra od nuly pro jakoukoli linuxovou distribuci, pokud jsou na ni nainstalované potřebné knihovny. Hardwarově akcelerované dekódování videa je dosažený přes VDPAU API pro GPU společnosti Nvidia, VAAPI API pro AMD/ATI Radeon, S3 Graphics, a novější Integrované Grafické Procesory společnosti Intel, stejně jako hardwarově akcelerované dekódování videa přes OpenMAX, ARM NEON, a Broadcom Crystal HD na systémy s podporující hardware. Vývoj verze of Kodi/XBMC pro Linux je dostupný v Launchpad jako PPA (Osobní Balíček Archive) pro standardní Ubuntu Desktop verze 8.04 a vyšší, stejně jako DEB balíčky pro Debian.
Kodi pro OS X (dříve XBMC pro Mac) běží nativně na Mac OS X od verze Tiger i na Apple TV. Přehrávání 1080p lze dosáhnout na počítačích Apple buď softwarovým dekódováním na CPU, pokud je procesor dostatečně výkonný, nebo hardwarově akcelerovaným video dekodérem pro hardware podporující VDA API společnosti Apple anebo videodekodéry např. Broadcom Crystal HD.
Přehrávání 1080p na první generaci Apple TV (neboli „ATV1“) může pouze být dosažený by hardwarově akcelerované dekódování videa přes Broadcom Crystal HD; pro aktivaci této funkčnosti musí uživatel nahradit interní WiFi adaptér v ATV kartou Broadcom Crystal HD PCI Express Mini (mini-PCIe).
Kodi pro Windows (dříve XBMC pro Windows) běží nativně na Windows 7, Windows 8, a Windows 10 jako 32bitová nebo 64bitová aplikace. Přehrávání 1080p a Ultra HD (4K) je na počítačích s Windows možné buď softwarovým dekódováním na CPU, pokud je procesor dostatečně výkonný, nebo hardwarově akcelerovaným dekódováním videa.
Je podporované hardwarové dekódování videa pomocí DirectX Video Acceleration, ale toto vylepšení běží pouze na Windows od verze 7, protože používá DXVA 2.0 API, který není podporováno ve Windows XP.
Kompletní port Kodi na operační systém iOS firmy Apple, Kodi pro iOS (dříve XBMC pro iOS), byl zveřejněn 20. ledna 2011. Podporoval 720p i 1080p hardwarově akcelerované dekódování videa s kodekem H.264 a byl kompatibilní s iDevices společnosti Apple, které používají Apple A4 nebo Apple A5 (s ARM) procesory s Jailbreakovaným operačním systémem iOS.
V britské verzi časopisu MacWorld bylo na konci roku 2017 popsáno, jak nainstalovat Kodi na iOS zařízení s nižší verzí iOS než 11 bez jailbreaku.
Kodi pro Android (dříve XBMC pro Android) je kompletní port úplné aplikace Kodi/XBMC na operační systém Google Android, oficiálně kompatibilní s Android 4.0 (Ice Cream Sandwich) a vyšší verze podporující API Úroveň 14. To poprvé ohlásil a jeho zdrojový kód vydal veřejně 13. června 2012. Jde o kompletní port zdrojového kódu Kodi v C++ a C se všemi jeho závislostmi na Android s vytvářejí-systém, které byl navržen tak, aby zpracovával několik procesor architektury, jako ARM, MIPS, a x86 s Android NDK (Nativní Vývoj Kit pro Android) bez použití jediného řádku v Javě, a XBMC.APK běží nativně pod Androidem jako aplikace NativeActivity. Hardwarově akcelerované dekódování videa na Androidu je aktuálně dostupné oficiálně pouze pro některé hardwarové platformy, např. Amlogic vycházející z řady SoC Pivos XIOS který byli používány jako referenční hardwarová platforma během vývoj doposud. XBMC zdrojový kód musí být přeložený oficiálním Android NDK společnosti Google revize 10d nebo vyšší, a být postavený pro android-17 toolchain (Android API Úroveň 17) pomocí GCC verze 4.8, který Kodi pro Android kód aktuálně vyžaduje na překladání správně ale není podporovaný Android NDK společnosti Google. To je také skutečným důvodem, proč XBMC pro Android nepodporuje původní Google TV; protože Android NDK nebyl zveřejněn pro starší Google TV zařízení, Kodi/XBMC nemohlo být pro ně přeloženo.

### Xbox (první generace)
Poslední oficiální verze 9.04 (s kódovým jménem Babylon) XBMC pro Xbox byla zveřejněna 6. května 2009. Původní vývojáři XBMC vydali prohlášení, že v rámci projektu XBMC nebude od 27. května 2010 XBMC pro Xbox vyvíjeno ani podporováno. Vývoj skončil, protože zaměření celého XBMC Teamu se zcela přesunulo k verzím XBMC pro Linux, Mac a Windows.
XBMC verze pro Xbox je však stále dostupná díky odštěpenému projektu vývojářů třetích stran „XBMC4Xbox“, kteří vývoj a podporu XBMC pro původní Xbox zcela převzali.
XBMC pro Xbox nikdy nebyl autorizovaným produktem Microsoftu, proto je pro spuštění XBMC na herní konzoli Xbox nutná úprava Xboxu. XBMC pro Xbox lze spustit jako aplikaci (jako jakoukoli hru pro Xbox) nebo jako ovládací panel, který se zobrazí hned po zapnutí konzole Xbox. Protože XBMC pro Xbox byl součástí open source softwaru, jeho vývojový zdrojový kód byl uložen ve veřejně přístupném úložišti subversion. V souladu s tím jsou neoficiální spustitelná sestavení z úložiště subversion často vydávána třetími stranami na stránkách, které nejsou spojeny s oficiálním projektem XBMC.

### Xbox One
29. prosince 2017 vývojáři Kodi ohlásili v sekci novinek svého oficiálního webového serveru vydání Kodi pro Xbox One. Uvádí, že UWP verze bude zachovávat charakteristický vzhled Kodi, ale že mnoho základních vlastností bude chybět nebo nebude fungovat.[zdroj?]

## Komerční systémy
Vývojáři Kodi (dříve XBMC) uvádějí, že pokud bude zachováno GPL licencování Kodi, byli by rádi, aby Kodi fungovalo na co největším množství hardwarových platforem a operačních systémů třetích stran, jako zařízení se značkou „Powered by Kodi“ (nebo „Powered by XBMC“). Představují si, že Kodi bude předinstalováno jako softwarová komponenta třetích stran, kterou mohou komerční a nekomerční ODM a OEM výrobci a společnosti zabývající se systémovou integrací používat bez licenčních poplatků na svém vlastním hardwaru, hardwaru jako jsou set-top boxy od kabelových televizních společností, přehrávačích Blu-ray a DVD, herních konzolách nebo vestavěných počítačích a zařízeních používajících Systém na čipu (SSoC) vestavěných do televizorů s možností připojení na web domácích kin a jiných zařízení zábavní elektroniky.
Následuje seznam firem, které prodávají hardware dodávaný s předinstalovaným Kodi nebo XBMC nebo které prodávají nenainstalované systémy, které výslovně tvrdí, že jsou kompatibilní s Kodi nebo XBMC. Mnoho těchto firem pomáhá zasílat opravy chyb a nové vlastnosti zpět do původního projektu Kodi-XBMC.

### Výrobci počítačů
ARCTIC je společnost sídlící v Německu známá svým řešením chlazení ve spolupráci s týmem OpenELEC. 5. února 2013 spolu vydali plně pasivně chlazený systém HTPC počítače pro domácí kino: MC001 media centre (americká a EU verze) s nejnovějším XBMC 12 (OpenELEC 3.0) platforma. OpenELEC a ARCTIC plánují další vydání, s cílem poskytovat více vyhrazených produktů pro systémy s ARCTIC MC001 media centre.
AIRIS Telebision je nettop s čipovou sadou Nvidia ION s předinstalovaným základním systémem Ubuntu s XBMC pro Linux a přizpůsobený AEON skinem a španělskými pluginy navržená konkrétně pro španělský trh, který prodává španělská společnost Telebision. Kromě upraveného skinu je na sestavě XBMC s AIRIS Telebision jedinečné to, že, že přichází s platformou digitální distribuční služby, kterou nazývají „App Store“, a která umožňuje uživatelům stahovat nové španělské pluginy a aktualizace existujících pluginů. Telebision také umožňuje uživatelům stažení Live CD verze jejich softwaru jako freewaru, což umožňuje uživatelům nainstalovat jejich Telebision distribuci na libovolný počítač na platformě Nvidia Ion.[zdroj?]
Lucida TV II je nettop s čipovou sadou Nvidia Iont vytvořený společností LUCIDQ inc, který lze objednat s nainstalovanou distribucí Xubuntu s XBMC.[zdroj?]
Společnost Pulse-Eight Limited prodává zakázkový i hotový hardware navržený především pro Kodi-XBMC s dálkovým ovládáním, HTPC systémy a accessories, včetně zakázkový HTPC PVR set-top-box předinstalovaný s XBMC, které nazývají „PulseBox“ Impulz-Osm také nabízí volná výkonnost naladěný vestavěný verze of XBMC, které nazývají „Impulz“, který používá OpenELEC a zakázkový PVR-vytvářejí of XBMC, které je míněn spustit na vyhrazený HTPC systém.
Xtreamer Ultra a Xtreamer Ultra 2, vyráběné jihokorejskou společností Unicorn Information Systems, jsou nettops s grafickými kartami Nvidia a procesory Intel Atom, které se prodávají s předinstalovaným OpenELEC a Kodi-XBMC. Xtreamer Ultra první generace používá čipovou sadu Nvidia Iont s 1.80 GHz dvoujádrový Intel Atom D525 CPU, zatímco Xtreamer Ultra 2 používá diskrétní GeForce GT 520M grafický s 2.13 GHz dvoujádrový Intel Atom D2700 CPU.
Od 10. září 2010 ZOTAC dodával softwarový balík, který nazývají ZOTAC Boost XL se všemi svými novými základními deskami a počítači Mini-PC, např. ZBOX firmy Zotac a řady MAG Nettops který Zotac také vytváří dema XBMC. Toto ZOTAC Boost XL softwarový balík obsahuje softwarové aplikace; Auslogics BoostSpeed, Cooliris, Kylo (HDTV-optimalizovaný Web Prohlížeč), a XBMC Media centra.
ZBOX firmy Zotac a řady MAG small mini-PCs jsou nettops s grafickými kartami Intel, AMD nebo Nvidia, a jsou všechny prodávané jako kompletní hotové počítače tak jako barebone počítače (bez paměti a pevného disku). Zotac Zbox ID33, ID34, ID81, ID80 a AD04 jsou všechny konkrétně prodávané jako HTPC, s některé blížící se s pozice-načítání Blu-ray optickou diskovou jednotkou, a některé s dálkovým ovládáním.
MintBox od týmu Linux Mint je OEM verze Fit-PC izraelské společnosti CompuLab, který se dodává předinstalovaný s operačním systémem a softwarem s otevřeným zdrojovým textem s distribucí Linux Mint, MATE Desktop a XBMC. Dostupný v dvou modelech bez ventilátoru, oba s AMD APU, HDMI výstupním portem, osm USB sloty, dvěma eSATA porty, Gigabitovým Ethernetem, 802.11 b/g/n Wi-Fi, vestavěným Bluetoothem a infračerveným dálkovým ovládáním mediálního centra.

### Výrobci specializovaných zařízení
PrismCube Ruby společnosti Marusys je set-top box s dvojitým tunerem DVB-S2 s vysokým rozlišením a DVR-PVR, který používá XBMC jako své hlavní rozhraní nad vestavěným systémem Linux.
Little Black Box je Linux vycházející z jádro ARM mediální přehrávač s XBMC jako jeho hlavní rozhraní.
Marusys MS630S a MS850S jsou vysokým rozlišením PVR-připravené set-top-boxes s schopnost spustit Linux vycházející z jádro mediální přehrávač jako XBMC a Marusys je reklama tyto dva zařízení jako kompatibilní s XBMC.
Myka IONT je set-top zařízení bez ventilátoru založené na technologii Nvidia Ion, které přináší internetovou televizi a média uložená v domácí síti do obývacího pokoje; dodává se s předinstalovaným XBMC Media Center, Boxee a Desktop Hulu jako aplikace, které lze spouštět z hlavní nabídky.
MK-X1 společnosti Modified Konstructs je set-top zařízení založené na technologii Nvidia Ion, které vychází z počítače Acer Aspire Revo s předinstalovaným XBMC; doporučená cílová cena zařízení je 300 dolarů.
Neuros LINK vytvořený firmou Neuros Technologie je otevřený set-top box a mediální extender vycházející z Ubuntu, který poskytuje internetovou televizi a jiný video pro televizi; je dodáván předinstalovaný s multimediálním centrem XBMC.
BryteWerks Model One Projector je digitální videoprojektor s rozlišením 1080p HD navržený jako domácí kino; má integrovaný počítač pro domácí kino s vlastní verzí XBMC. Je vybaven dálkovým ovládáním a 720p 8,9-palcovou dotykovou obrazovkou na zadní stěně projektoru, který slouží pro ovládání systému. Má vestavěné adaptéry Wi-Fi a Ethernet, stejně jako přehrávač dísků s Blu-ray slotem, a obsahuje 500 GB Solid-state drive; lze doplnit přídavnou interní 2 TB jednotkou pevného disku.
Produkt Primus společnosti Mediaimpact Technologie je multimediální centrum a set-top box založený na Linux Mint, který integruje MythTV, Netflix Desktop, Hulu Desktop, a hry Steam, ve kterém Kodi vytváří bezešvý domácí multimediální systém. Je dodáván s dálkovým ovládáním SMK-Link.

## Odvozené verze a větve
Zdrojové kódy media centra Kodi/XBMC se postupem času staly oblíbeným softwarem, ze kterého bylo odvozeno mnoho větví a který slouží jako framework pro další vývoj softwarových mediálních přehrávačů nebo mediálních center, jako by Kodi byla sada nástrojů grafického uživatelského rozhraní, okenní systém nebo správce oken. A dnes jsou přinejměnším Boxee, Plex, Tofu, MediaPortal, LibreELEC, OpenELEC, OSMC, GeeXboX, Voddler, DVDFab Mediální Přehrávač a Horizont TV jsou samostatné odvozené produkty, o nichž je veřejně známé, že alespoň zpočátku byly odvětveny z grafického uživatelského rozhraní (GUI) a mediálního přehrávače ze zdrojového kódu XBMC. Mnoho těchto větví třetích stran a odvozených prací z Kodi-XBMC údajně stále pomáhá s opravami chyb do základního projektu a někdy pomáhá získat nové funkce zpětně do původního projektu Kodi-XBMC, aby jej mohli využívat i ostatní, sdílené z jednoho hlavního zdroje. Avšak některé projekty, které byly na počátku větví XBMC byly od té doby úplně nebo částečně přepsány s použitím uzavřeného proprietárního softwaru. Více informací je v článku „Seznam softwaru vycházejícího z XBMC“.
K příkladům softwaru vytvořeného z Kodi-XBMC patří LibreELEC, OSMC, OpenELEC a GeeXboX, což jsou volné vestavěné operační systémy s otevřeným zdrojovým textem poskytující úplnou softwarovou sadu mediálního centra, které přicházejí s předkonfigurovanou verzí Kodi/XBMC a DVR/PVR pluginy. Oba jsou navrženy tak, aby byly extrémně malé a velmi rychle startující distribuce vestavěného Linuxu, primárně optimalizované pro boot z Flash paměti nebo Solid-state drive, a konkrétně směřované na minimální hardware set-top boxu s ARM SoC nebo x86 procesorem a grafickým čipem společnosti Intel.
Podobné vestavěné linuxové distribuce na LibreELEC/OpenELEC/GeeXboX jsou professionálně vytvořené E2BMC a OpenPCTV, což je komerční softwarová platforma založená na Kodi/XBMC pro DVR/PVR set-top boxy integrující mediální centrum Kodi a skripty Enigma2 PVR software vytvořené společností Dreambox.
Dalším příkladem je XBMC4Xbox, což je odvětvený projekt XBMC třetí strany, se stále aktivním vývojem a podporou platformy Xbox. Tento projekt vznikl jako zvláštní projekt ve formě větve XBMC s cílem pokračovat ve vývoji verze XBMC pro hardwarovou platformu Xbox. Nebyl spuštěn oficiálními členy oficiálního projektu XBMC, ani nebude nijak podporován oficiálním týmem Kodi. Vznikl v okamžiku, když byla XBMC týmem oficiálně ukončena podpora větve pro Xbox, což bylo ohlášeno 27. května 2010.

## Programování a vývoj
Kodi je neziskový a komunitou svobodného softwaru řízený open-source projekt, které vyvíjejí pouze dobrovolníci ve svém volném čase bez peněžního zisku. XBMC Foundation a tým vývojářů, kteří vedou vývoj Kodi/XBMC, „Team-Kodi“/“Team-XBMC“, vyzývá kohokoli, aby do projektu Kodi/XBMC posílal vlastní opravy a úpravy kódu pro nové vlastnosti a funkce, vylepšení existujících nebo opravující chyby.
Online uživatelská příručka je založena na Wiki a řízena komunitou a funguje také jako základní příručka pro vývojáře, která umožňuje získat dobrý přehled o architektuře Kodi. Stejně jako u většiny neziskových softwarových projektů, je však pro hlubší proniknutí do programování zapotřebí nahlédnout do skutečného zdrojového kódu a komentářů „code documentation“ ve formátu Doxygen uvnitř tohoto kódu.

### Architektura

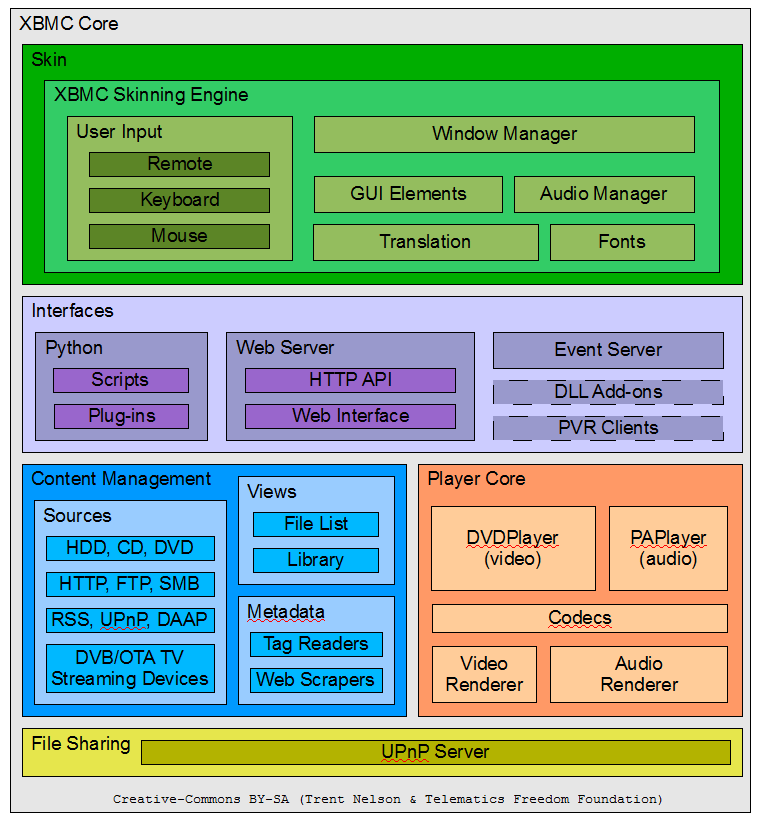
Architektura XBMC

Kodi je multiplatformní softwarová aplikace, jejíž jádro je naprogramováno převážně v jazyce C++. Pro vykreslování obrazu používá Kodi v Linuxu a macOSu OpenGL (nebo OpenGL ES), ve Windows multimediální rámec Microsoft DirectX a vykreslování Direct3D, který používala i verze XBMC pro Xbox. Některé z použitých knihoven, ať přímo z Kodi nebo třetích stran jsou napsané v jazyce C, ale většinou jsou pak používány s wrapperem pro C++ a díky monolitické povaze jádra Kodi, se načítají a uvolňují dynamickým zavaděčem na požádání v době běhu. Kodi také stále částečně používá SDL (Simple DirectMedia Layer) multimediální framework pro vstup v Linuxu, ale jeho vývojáři pracují na úplném odstranění této malé zbývající závislosti na SDL.[zdroj?]
Protože Kodi/XBMC bylo vytvářeno pro herní konzoli Xbox s omezenými hardwarovými prostředky, byl věškerý vývoj softwaru pro Kodi/XBMC vždy zaměřen na rezervování omezených prostředků, které existovaly na hardwaru vestavěných systémů (který měl pouze 733 MHz Intel Pentium III a 64 MB RAM celkem jako sdílené paměť), stejně jako stále relativně málo výkonné prostředky Vestavěný systém zařízení dnes, z nichž hlavní hindrance má vždy byl množství of dostupný systém RAM a grafický paměť v libovolném okamžiku. To znamená, že Kodi/XBMC je cíleně programováno s malými nároky na prostředky a výkon a může proto běžet na slabém a relativně levném hardwaru, zvláště v porovnání s jinými softwarovými media centry navrženými pro použití na HTPC.
Kvůli svému původu z herní konzole Xbox zastaralý grafický renderer Kodi/XBMC stále spíše běží ve vykreslovacím prostředí pro herní smyčky místo toho, aby používal vykreslování plně řízené událostmi a na žádost, což znamená, že je téměř neustále překresluje GUI a refreshing rámce maximální rychlostí, i když se na obrazovce nic nemění. Výsledkem je velmi vysoká zátěž CPU a vysoká zátěž GPU, kterou lze pozorovat na vestavěných systémech a nejméně výkonných strojích, které způsobují vysoké teploty, a intenzivní fan činnost ventilátorů a vysokou výkonovou spotřebu pokud ne capped v maximální rámec za sekundu konfigurace pro tento určitý platforma vytvářejí. Vývojáři však stále pracují na vytvoření Kodi/XBMC poběží pomocí/použití mnohem méně prostředky na s nízkým výkonem a vestavěný systémy, ze kterého budou nepřímo těžit také všechny nevestavěné systémy. Efektivita vylepšení v této oblasti jsou ale je pracoval na, aby přesun pryč z této starý styl herní smyčka prostředí, aby omezil vysoké použití CPU/GPU by GUI, zvláště jako XBMC použití na vestavěný platformy s omezený CPU/GPU prostředky drží rostoucí v oblíbenost. XBMC 11.0 (Eden) představil volba vykreslování Špinavý-Oblasti pro podporu textur jako volbu k XBMC skinning stroji, a XBMC 12.0 (Frodo) umožňují Špinavý Oblasti vykreslování na znovuvykreslení celé obrazovky na jediný špinavý oblast implicitně na všech platformách. Ve verzi XBMC 14.0 také pokročily práce na zavedení abstraktního grafu scény pro odložené vykreslování pro abstrakci GUI rendereru.

#### Portabilita
Kodi má přenositelnou kódovou bázi, jejíž hlavní větev je oficiálně dostupná pro platformy IA-32/X86, X86-64, PowerPC, a ARM. kodi GUI vyžaduje 3D hardwarově akcelerovaný grafický (GPU), které podporuje OpenGL ES, OpenGL nebo EGL nebo Direct3D s zařízení ovladače, které podporuje OpenGL ES 2.0 nebo OpenGL 1.3 nebo vyšší s GLSL nebo DirectX v případě na render GUI v přijatelný Snímková frekvence.
Kodi je tedy zatím oficiálně nedostupné pro MIPS upstream v mainline zdrojový kód repozitář z Team-Kodi, ani does ono jako ještě podporuje DirectFB nebo DRI (Přímý Vykreslování Infrastruktura) vykreslování bez OpenGL/GLES hardwarově akcelerované grafické podpory. Kombinace of MIPS, DirectFB, a DRI je oblíbená architekture používán dnes by jednodušší set-top boxes jako digitální plošné vysílání (kabel/satelitní) boxes a nízký-konec digitální mediální přehrávač, např. tyto založený na/vycházela z MIPS (architektura) čipové sady z Sigma Návrhy/konstrukce nebo Realtek. Na portech Kodi pro MIPS však aktuálně aktivně pracují několik nezávislých vývojářských týmů.
Kodi pro Linux podporuje systémy pro tvorbu řetězců nástrojů pro vestavěný vývoj, např. Yocto, Buildroot (UClibc), a sada souborů Makefile a záplat Linaro, které usnadňují tvorbu řetězců pro křížový překlad a vytváření systému souborů na systémech pro vestavěný Linux v široké škále hardwaru, platforem jádra a architektur CPU (x86, x86-64, ARM, MIPS, PowerPC, atd.).

### Skripty v Pythonu jako pluginy a doplňky (widgety a gadgety)
Kodi umožňuje vývojářům vytvářet doplňky pomocí vestavěného interpretu jazyka Python) a vlastního aplikačního rámce WindowXML, které dohromady tvoří sadu nástrojů založenou na XML, kterou mohou rozšiřovat funkčnost Kodi vytvářením GUI pro widgety. Skripty v jazyce Python umožňují, aby i neprogramující uživatelé mohli v jazyce Python sami vytvářet nové ovládací prvky (widgety) pro Kodi.

### Aplikační programové rozhraní (API)
Kromě aplikačního programového rozhraní (APIs), které je dostupné skriptům a doplňkům třetích stran v jazyce Python, obsahuje Kodi několik dalších rozhraní API pro ovládání Kodi na dálku nebo z externí aplikace. Tato rozhraní API zahrnují server JSON-RPC, server D-Bus, webový server, mediální server UPnP AV (s UPnP MediaServer ControlPoint, UPnP MediaRenderer DCP, UPnP RenderingControl DCP a UPnP Remote User Interface serverem) a vlastní multiprotokolový server událostí pro vzdálené ovládání.

### GUI-stroj a skinning (témata)
Kodi/XBMC má velmi flexibilní sadu nástrojů grafického uživatelského rozhraní a robustní rámec pro své grafické uživatelské rozhraní. Díky své základní komplexní knihovně grafického návrhu a rozvržení (v Kodi/XBMC pojmenované libGUI) poskytuje jednoduchou abstrakční vrstvu mezi kódem aplikace a rozhraním a zároveň umožňuje extrémně flexibilní dynamický rozvržení a animace, se kterými se snadno pracuje a které umožňují vytvářet zcela jedinečné skiny pro XBMC. Soubory skinů jsou popsány v jazyce XAML a využívají standardní základnu XML, což výborně zpřístupňuje tvorbu témat (tematických skinů) a osobní přizpůsobení.

## Softwarová omezení
Vlastní interní multiplatformní video a audio přehrávač (DVDPlayer a PAPlayer) Kodi nemůže oficiálně přehrávat žádné audio nebo video soubory, které jsou chráněný nebo šifrovaný s technologií Digital rights management (DRM) pro řízení přístupu, kam patří audio soubory zakoupené z online hudební úložišť např. iTunes Store, audible.com, Windows Media Přehrávač úložiště, a video soubory chráněné pomocí Windows Media DRM nebo proprietárního DRM DivX. Takové soubory lze přehrávat pouze pomocí jiných mediálních přehrávačů podporujících DRM nebo po odstranění DRM ochrany ze souborů.

## Přijetí
Kodi získalo v roce 2014 ocenění Lifehacker za „Nejlepší Mediální Přehrávač“ ve výběru produktů pro zábavu. Kodi získalo dvě ceny SourceForge 2006 Community Choice Awards. V roce 2007 byl Kodi nominován jako finalista v šesti kategoriích. Také v soutěži Community Choice Awards 2008 získalo Kodi ocenění za nejlepší projekt pro hráče. Vzhledem k rozhodnutí společnosti Microsoft ukončit od systému Windows 10 vývoj Windows Media Center (WMC), bylo Kodi na serveru htpcBeginner.com zvoleno nejen nejlepší alternativou WMC, ale také v mnoha ohledech lepší než WMC.

## Historie
13. prosince 2003 byl zastaven vývoj Xbox Media Player (XBMP), aby jeho tehdejší následník, Xbox Media centra (XBMC), byl připraven pro svůj debut se změnou názvu 'přehrávač' na 'centrum' pro přehrávání médií.
29. června 2004 vyšla první stabilní verze XBMC s oficiálním vydáním Xbox Media centra 1.0.0. Toto oznámení také vezvalo všechny, kteří používali XBMP nebo XBMC Beta verzi k aktualizaci, protože veškerá podpora těchto předchozích verzí byla ukončena, a byla podporována pouze verze 1.0.0. Přidání vestavěného Pythonu, který nebyl v XBMP, byla přidána schopnost kreslit prvky rozhraní v GUI, a umožněno spouštět skripty vytvořené uživateli a komunitou v prostředí XBMC.
V roce 2004 s vydáním verze 1.0.0 pokračovaly práce na XBMC projektu přidáváním dalších vlastností, např. podpory pro iTunes vlastnosti jako DAAP a Smart Playlists, stejně jako mnoho vylepšení a opravuje.
18. října 2004 bylo uvolněno druhé stabilní vydání XBMC, 1.1.0. Toto vydání obsahovalo podporu dalších typů médií, typů souborů, formátů kontejnerů, i přehrávání Nullsoft streaming videí a podporou karaoke (CD-G).
Dne 29. září 2006 po dvou letech intenzivního vývoje XBMC ohlásil vydání stabilní verze XBMC 2.0.0. Do nové verze bylo zahrnuto množství vlastností včetně podpory RAR a ZIP archivů, zcela nové rozhraní přehrávače s podporou více přehrávačů. Mezi tyto přehrávače patří PAPlayer, nový audio přehrávač s crossfade, přehráváním bez mezer a podporou ReplayGain, a nový DVDPlayer s podporou menu a navigace a pro analýzu ISO/img obrazů. Před tímto vydáním XBMC používal pouze upravenou větev MPlayeru pro všechny multimediální funkce, takže toto vydání byl velký krok vpřed. Byla také přidána podpora pro iTunes 6.x DAAP a klienty UPnP pro streaming. V tomto vydání byl atké přepracovaný Skinning Engine, který poskytuje výkonnější způsob změny vzhledu XBMC. Poslední dvě funkce mimo jiné umožňují podpora pouze čtení pro velkokapacitní úložiště USB se souborovým systémem FAT12/16/32 a „skinnovatelný“ 3D visualizátor.
Vydání XBMC 2.0.1 z 12. listopadu 2006 obsahovalo množství oprav chyb, které se objevily ve verzi 2.0.0. Verzování zdrojových textů v CVS bylo změněno na SVN (Subversion).
29. května 2007 tým spravující XBMC zvěřejnil výzvu pro vývojáře, kteří by měli zájem o portování XBMC na operační systém Linux. Několik vývojářů z Team-XBMC již začalo portovat části XBMC na Linux s použitím SDL a OpenGL jako náhrady za DirectX, které XBMC používalo na XBMC pro Xbox.
27. května 2010 tým spravující XBMC ohlásil oddělení nového projektu z větve Xbox; „XBMC4Xbox“, ve které bude pokračovat vývoj a podpora XBMC pro starou hardwarovou platformu Xbox jako zvláštní projekt, přičemž původní projekt XBMC už nebude poskytovat žádnou podporu pro Xbox.
2. ledna 2011 XBMC byl repozitář zdrojového kódu změněn z Apache Subversion na git s hostingem na GitHubu.
Vývoj pokračuje s verzováním v gitu číslování verzí bylo změněno, aby obsahovalo rok a měsíc vydání, například, 8.10, 9.04, 9.11, 10.05.
1. srpna 2014 bylo oznámeno vydání 14 a jméno změněno na Kodi.
19. února 2021 byla vydána verze 19 Kodi.

## Organizace a licencování
Za projekty Kodi a XBMC stojí XBMC Foundation. Právně ji zastupuje organizace Software Freedom Law Center (SFLC), která pomáhá projektu Kodi/XBMC a jeho vývojářům v právních záležitostech týkajících se např. duševního vlastnictví. Pomáhá také s ekonomickými záležitostmi např. vyřižováním darů a sponzorů, kteří projektu pomáhají s výdaji na vyhrazené hostingové služby a činnosti, jako je účast na vývojářských konferencích, veletrzích a počítačových výstavách za účelem technického předvedení Kodi, setkání s potenciálními novými vývojáři a marketing softwaru.
Zdrojový kód Kodi je primárně licencovaný pod GNU General Public License, XBMC jádro je konkrétně licencováno jako „GPL-2.0-nebo-vyšší“, a je dostupné na veřejných Git repozitářích. Doplňky, zásuvné moduly a další rozšíření např. skiny, které jsou vydávány jako oficiální prostředky vytvořené členy projektu Kodi, jsou vydávány pod různými svobodnými a otevřenými licencemi.

## Kontroverze

### Používání pro nezákonný streaming
Doplňky třetích stran umožňují uživatelům streamovat obsah chráněný autorskými právy bez souhlasu jejich držitele. Některé distribuce Kodi a hardwarová zařízení, často prodávaná jako „plně vybavené“, jsou předinstalovany se softwarem a takovými doplňky. někteří uživatelé si v důsledku toho nesprávně spojují tyto produkty a doplňky s projektem Kodi. V červnu 2015 Amazon Appstore stáhl Kodi, protože může být „použit k usnadnění pirátství nebo nelegálního stahování obsahu“, přestože software není s takovým obsahem dodáván. Prezident XBMC Foundation Nathan Betzen odmítl takové domněnky a prohlásil „Vždy říkáme, že se nestaráme o to, co naši uživatelé s naším softwarem dělají, a za tímto názorem si stojíme. Ale jistě si nepřejeme, aby jiné společnosti poškozovaly jméno našeho softwaru pro svůj zisk.“ Také považoval za ironii, že Amazon aplikaci zakázal, vzhledem k tomu, že pold jeho názoru, pomohla posílit oblibu produktů Amazon Fire TV. V prosinci 2015 došlo ve Spojeném kráslovství k výpadku Amazon Fire TV Stick, o němž se spekulovalo, že souvisí s jeho používáním s Kodi. Bylo také poukázáno na to, že Amazon prostřednictvím stejného obchodu stále šíří distribuce Kodi s doplňky porušujícími autorská práva. Zdá se, že v únoru 2019 byl zákaz stále aktivní.
V únoru 2016 XBMC Foundation zopakovala svůj postoj k produktům Kodi třetích stran určených pro streaming nelicencovaného obsahu; Betzen vysvětlil, že pověst Kodi projektu byla poškozena jeho spojením s výrobky třetích stran, jejichž prodejci „rychle vydělávají na úpravách Kodi, instalují nefunkční pirátské doplňky, inzerují, že Kodi umožňuje sledovat filmy a televizi zdarma, a když si uživatel koupí jejich výrobek a zjistí, že dodaný doplněk je mizerný neustále se rozbíjející zmetek, zmizí.“ Betzen upozornil, že přestože jde o software s otevřeným zdrojovým textem, jméno „Kodi“ a jeho loga jsou registrovanými obchodními známkami XBMC Foundation, a že XBMC hodlá přísně vynucovat svá práva, aby se zabránilo neautorizovanému používání ochraných známek, zvláště ve spojení s informacemi a zařízeními, které mají umožňovat přístup k nelicencovanému obsahu.
Po aprílovém žertíku v dubnu 2017, kdy byla webová stránka Kodi nahrazena falešným oznámením o zabavení domény, vývojáři Kodi uvedli, že zvažují spolupráci s legálními poskytovateli obsahu třetích stran, aby jejich služby v rámci Kodi oficiálně podporovali a zabránili dojmu, že se software Kodi používá především k pirátství.
V březnu 2018 společnost Google odstranila výraz „Kodi“ ze svého našeptávače pro Webové vyhledávání s odůvodněním, že je tento výraz spojován s porušováním autorských práv; neodstranila však automaticky doplňované výrazy pro upravené, pirátsky zaměřené verze Kodi (které jsou na rozdíl od Kodi nelegální).